# 교대 대수
추상대수학에서 교대 대수(交代代數, 영어: alternating algebra)는 결합 법칙보다 더 약한 형태의 결합성을 만족시키는 체 위의 대수이다.

## 정의
표수가 2가 아닌 체 위의 대수 {\displaystyle A}에 대하여, 다음 네 조건들이 서로 동치이며, 이를 만족시키는 대수를 교대 대수라고 한다.
- 다음 세 항등식 가운데 적어도 두 개가 성립한다.
  - 임의의 {\displaystyle a,b\in A}에 대하여, {\displaystyle a(ab)=a^{2}b}. 즉, {\displaystyle [a,a,b]=0}이다.
  - 임의의 {\displaystyle a,b\in A}에 대하여, {\displaystyle (ab)b=ab^{2}}. 즉, {\displaystyle [a,b,b]=0}이다.
  - 임의의 {\displaystyle a,b\in A}에 대하여, {\displaystyle (ab)a=a(ba)}. 즉, {\displaystyle [a,b,a]=0}이다.
- 위 세 항등식 모두가 성립한다.
- 결합자 {\displaystyle [a,b,c]}가 완전 반대칭이다. 즉, 임의의 순열 {\displaystyle \sigma \in \operatorname {Sym} (3)}에 대하여 {\displaystyle [a_{1},a_{2},a_{3}]=(-1)^{\sigma }[a_{\sigma (1)},a_{\sigma (2)},a_{\sigma (3)}]}이다.

여기서
{\displaystyle [a,b,c]=(ab)c-a(bc)}
는 결합자이다.

## 성질
항등원을 갖는 교대 대수에서, 가역원들의 집합은 곱셈에 대하여 무팡 고리(영어: Moufang loop)를 이룬다.
아르틴 정리(영어: Artin’s theorem)에 따르면, 교대 대수에서 임의의 두 개의 원소로 생성되는 부분 대수는 항상 결합 대수이다.
모든 합성 대수(영어: composition algebra)는 교대 대수를 이룬다.
체 위의 모든 결합 대수는 교대 대수를 이룬다.

## 예
팔원수의 {\displaystyle \mathbb {R} }-대수는 결합 대수가 아닌 교대 대수이다.

## 참고 문헌
- Schafer, Richard D. (1966). 《An introduction to non-associative algebras》. Pure and Applied Mathematics (영어) 22. Academic Press. ISBN 0-486-68813-5. Zbl 0145.25601. 2015년 4월 2일에 원본 문서에서 보존된 문서. 2015년 3월 23일에 확인함.